# Восточный фронт: Крах Анненербе
Восточный фронт: Крах Анненербе (на западе известен как ÜberSoldier II) — шутер от первого лица, разработанный студией Burut CT. Издатель в России — Руссобит-М.

## Сюжет
В центре событий оказывается герой предыдущей части Карл Штольц — бывший боец Brandenburg 800, который в первой части неожиданно для себя умер, воскрес, после чего загремел в ряды немецкого сопротивления. Именно благодаря его разрушительным действиям (уничтожение комплекса ZE8 и убийство главы Анненербе Эрнста Шеффера стало переломным моментом в ходе войны) партизанам удалось уничтожить секретную лабораторию «Анненербе», где нацистские ученые оживляли павших в бою солдат, дабы создать непобедимую армию покойников.
Однако после разгрома «Анненербе» ученые фашистов продолжили свои эксперименты над трупами. На этот раз они отправились в Тибет, чтобы провести некие оккультные ритуалы и призвать к жизни легион мертвецов, которые должны будут переломить ход Второй мировой. Проходя разнообразные уровни, убивая сотни врагов, главный герой встречает первого серьёзного босса игры — лидера убер-солдат Дитриха (это он убивает лидера сопротивления Антона Дрекслера), который, как мы узнаем чуть позже — брат Марии Шнайдер, нашей напарницы, которого, как и Карла в первой части игры, воскресили из мертвых и сделали убер-солдатом. После этого Дитрих иногда появляется на уровнях и помогает сражаться. Главный злодей тот же, что и в прошлой части игры — воскреснувший глава Анненербе Шеффер. Уничтожив танк, в котором был Шеффер, Дитрих убивает его и погибает сам, так как он был запрограммирован на то, чтобы защищать Шеффера. Подземный комплекс взрывается, Карл и Мария спасаются.

## Геймплей
Главная особенность игры, отличающая её от других игр данного жанра, являются спецспособности Карла.
Если сделать три метких выстрела в голову, то Карл получит несколько очков опыта, а если попадет и в четвёртый раз, то тогда он войдет в режим «Uber-Sniper» (представляет собой «сло-мо» с бессмертием). Ещё одна способность Карла — если он убьёт трёх врагов ножом подряд, то получит в два раза больше очков опыта, чем если сделает три метких выстрела в голову. Аналогично, при четвёртом подряд убийстве кинжалом он войдёт в режим «Berserk», когда каждое убийство кинжалом дарит 25 единиц здоровья. Также, Карл умеет останавливать пули с помощью навыка Щит (при этом вокруг главного героя образуется небольшое энергетическое поле; пули, попадающие в него, остаются в поле, и ими можно убить врага, если он попадет в область поля).
Полученными очками опыта в конце каждого уровня можно усилить пять навыков главного героя: Здоровье, Энергия, Щит, Убер-способности и Меткость. Таким образом, игра проявляет некоторые РПГ-элементы.

## Рецензии и награды
Средняя оценка в прессе по российским печатным изданиям — 62 %, по российским сетевым изданиям — 68 %.
Игровой журнал Игромания дал оценку 7.0 из 10.0, отметив: «У Burut получился очень приятный аддон. Если вы (как и мы) успели соскучиться по приличным отечественным экшенам, „Крах Анненербе“ — это именно то, что нужно».